# Bouzeroual
Bouzeroual  (in arabo بوزروال‎?) è un centro abitato e comune rurale del Marocco situato nella provincia di Zagora, regione di Drâa-Tafilalet. Conta una popolazione di 11 166 abitanti (censimento 2014).